# L'amico della vedova
L'amico della vedova è un cortometraggio muto italiano del 1907 diretto da Giovanni Vitrotti.